# Geórgiosz Kedrénosz
Geórgiosz Kedrénosz (görög Γεώργιος Κεδρηνός, újgörögül Jeórjiosz Kedrinósz, latin Georgius Cedrenus) 11. századi bizánci görög író, aki valószínűleg szerzetes volt.

## Élete és műve
Σύνοψη Ίστοριών (Szünopszé hisztorión, azaz Történeti áttekintés, latinul Compendium Historiarum) című
munkája a világ bibliai teremtésétől egészen 1057-ig terjed, ezért valószínűsíthető, hogy ekkor fejezte azt be. A munka előszavában maga közli, hogy krónikája egyszerű kompiláció korábbi forrásokból és a Bibliából, valamint hogy a népek és földrajzi egységek neveit szándékosan archaikus formában hagyja és közli. 811-től szinte szó szerint Ióannész Szkülitzész krónikáját vette át. Az általa használt források kivétel nélkül fennmaradtak, a munkának önálló történeti értéke viszonylag kicsi. Annyiban mégis jelentős, hogy a középkorban sokan az ő összefoglalását használták forrásmunkának. Egyike azon kevés forrásoknak, amelyek a kazárok politikai életét megvilágítják Attila halála után. Ezeket az információkat Geórgiosz Tzul utazótól vette át, aki 1016-ban járt a kazároknál.
Kedrénosz érdekessége, hogy az archaizáló szóhasználata miatt ő az egyetlen 10. század utáni bizánci történetíró, aki Magyarországot Turkia, a magyarokat turk néven említi.

## Személye aRégi tudós világ históriájában
Budai Ézsaiás teológus és történetíró a Régi tudós világ históriája című 1802-es, Debrecenben megjelent nagy tudós-lexikonában a következőket írja Kedrénoszról:
| GEORGIUS CEDRENUS, a’ ki hasonlóképpenn a’ XI-dik század véginn élt, Johannes Scylitzest tsaknem szóról szóra kiírta; a’ kinek pedig munkája görögűl is megvan a’ Byzantiumi Irók collectiójában; és a’ Világ kezdetinn kezdődvénn, éppenn ott végződik, a’ hol a’ Johannes Scylitzes Breviariuma; t. i. 1057-dik esztendőnél. |

## Művei magyarul
- részletek in: (szerk.) Simon Róbert – Székely Magda – Dimitriosz Hadziszː A bizánci irodalom kistükre, Európa Könyvkiadó, Budapest, 1974, ISBN 963-07-0345-9, 159–161 p